# Вониђаса (Арђеш)
Вониђаса (рум. Vonigeasa) насеље је у Румунији у округу Арђеш у општини Кука. Oпштина се налази на надморској висини од 511 m.

## Становништво
Према подацима из 2002. године у насељу је живело 52 становника, од којих су сви румунске националности.